# John Skeffington, 14. Viscount Massereene

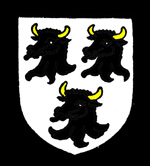
Wappen der Familie Skeffington

John David Clotworthy Whyte-Melville Foster Skeffington, 14. Viscount Massereene, 7. Viscount Ferrard (* 3. Juni 1940; † 14. November 2024) war ein britischer Peer.

## Leben und Wirken
John Skeffington erbte 1992 den Titel seines Vaters und nahm regelmäßig an den Sitzungen des House of Lords teil, wo er aufgrund seines nachgeordneten britischen Titels Baron Oriel saß, da ihn seine irischen Titel nicht zu einem Sitz legitimierten. Er verlor seinen erblichen Parlamentssitz bei der Einführung des House of Lords Act 1999. Im Jahr 2013 kandidierte er ohne Erfolg für die UKIP.
Er ging in Millfield zur Schule und später auf das Institute Monte Rosa. Von 1958 bis 1961 diente er im Regiment der Grenadier Guards. Er hatte viel Landbesitz sowie einige Direktorenposten und war Stockbroker bei M.D.Barnard & Co. Er war von 1961 bis 1964 sowie ab 1970 Mitglied der London Stock Exchange.
Lord Massereene managte den Verkauf des Familiensitzes Chilham Castle, der zwar seit 1994 zum Verkauf stand, aber erst 1996 weit unter dem erwarteten Preis verkauft wurde.
Wie sein Vater war er Präsident des Conservative Monday Club und ein Schirmherr des Magazins Right Now!. Er war im Vorstand der Freedom Association sowie Signatory mit dem Titel Lord Oriel von The Sanity Petition, wobei das Akronym „Sanity“ für "Subjects Against the NIce TreatY" steht.

## Vorfahren
1. John Skeffington, 10. Viscount Massereene ⚭ Olivia Grady
1. Clotworthy Skeffington, 11. Viscount Massereene ⚭ Florence Whyte-Melville
  1. Algernon Skeffington, 12. Viscount Massereene ⚭ Jean Ainsworth
    1. John Whyte-Melville-Skeffington, 13. Viscount Massereene ⚭ Annabelle Lewis
      1. John Skeffington, 14. Viscount Massereene ⚭ Ann Denise Rowlandson

## Ehe und Nachkommen
Er war seit 1970 mit Anne Denise Rowlandson verheiratet. Mit ihr hatte er drei Kinder:
- Harriette Skeffington ⚭ Richard Murray Wells
- Henry William Norman Foster Clotworthy Skeffington ⚭ Sophie Crouch
- Charles Clotworthy Whyte-Melville Foster Skeffington (* 1973) ⚭ Olga Dixon-Brown